# Mittenothamnium incompletum
Mittenothamnium incompletum är en bladmossart som beskrevs av Jules Cardot 1913. Mittenothamnium incompletum ingår i släktet Mittenothamnium och familjen Hypnaceae. Inga underarter finns listade i Catalogue of Life.